# كيفن كونستانت

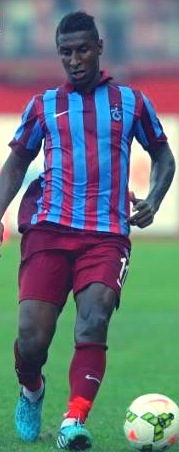

كيفن كونستانت (بالفرنسية: Kévin Constant)‏ (مواليد 10 مايو 1987 في فرنسا) لاعب كرة قدم سابق من غينيا ولد في فرنسا، يلعب لنادي إيه سي ميلان الإيطالي منذ 2011، في مركز الدفاع ( ظهير أيسر).
كانت بدايته في نادي تولوز الفرنسي من عام 2006 إلى 2008 ولعب أربعه مباريات فقط. وفي عام 2009 إنتقل إلى نادي شاتورو، وحجز مكانا في التشكيلة الأساسية، ثم انتقل في سنة 2011 إلى نادي جنوة. وقدم مستويات جيده في موسمه الأول، مما سمح له بالانتقال لنادي إيه سي ميلان في عام 2011. ثم انتقل إلى نادي طرابزون سبور التركي في عام 2014.
على الصعيد الدولي، قدم 24 مباراة وسجل 4 أهداف مع منتخب غينيا.

## روابط خارجية
- كيفن كونستانت على موقع الاتحاد الدولي (مؤرشف)  (الإنجليزية)
- كيفن كونستانت على موقع الاتحاد الأوربي (الإنجليزية)
- كيفن كونستانت على موقع اتحاد تركيا (لاعب) (الإنجليزية)
- كيفن كونستانت على موقع رابطة كرة القدم الفرنسية للمحترفين (الإنجليزية)
- كيفن كونستانت على موقع قاعدة بيانات كرة القدم.إي يو (الإنجليزية)
- كيفن كونستانت على موقع ليكيب (الفرنسية)
- كيفن كونستانت على موقع ناشيونال فوتبول تيمز (الإنجليزية)
- كيفن كونستانت على موقع Soccerbase.com (لاعب) (الإنجليزية)
- كيفن كونستانت على موقع Soccerway.com (الإنجليزية)
- كيفن كونستانت على موقع عالم كرة القدم.نت (الإنجليزية)